# Je prostě báječná
Je prostě báječná (v anglickém originále She’s Funny That Way) je americká filmová komedie z roku 2014. Režisérem filmu je Peter Bogdanovich. Hlavní role ve filmu ztvárnili Owen Wilson, Imogen Poots, Kathryn Hahn, Will Forte a Rhys Ifans.

## Obsazení
| Owen Wilson       | Arnold Albertson   |
| Imogen Poots      | Isabella Patterson |
| Kathryn Hahn      | Delta Simmons      |
| Will Forte        | Joshua Fleet       |
| Rhys Ifans        | Seth Gilbert       |
| Jennifer Aniston  | Jane Claremont     |
| Austin Pendleton  | soudce Pendergast  |
| George Morfogen   | Harold Fleet       |
| Cybill Shepherd   | Nettie Patterson   |
| Richard Lewis     | Al Patterson       |
| Debi Mazar        | Vickie             |
| Illeana Douglas   | Judy               |
| Joanna Lumley     | Vivian Claremont   |
| Tatum O’Neal      |                    |
| Jake Hoffman      |                    |
| Graydon Carter    |                    |
| Quentin Tarantino |                    |
| Colleen Camp      |                    |
| Michael Shannon   |                    |